# Amt Geltinger Bucht
Das Amt Geltinger Bucht ist ein Amt in der Landschaft Angeln im Osten des Kreises Schleswig-Flensburg in Schleswig-Holstein.

## Amtsangehörige Gemeinden
| - Ahneby - Esgrus - Gelting - Hasselberg - Kronsgaard - Maasholm | - Nieby - Niesgrau - Pommerby - Rabel - Rabenholz | - Stangheck - Steinberg - Steinbergkirche - Sterup - Stoltebüll |

## Geschichte
Das Amt wurde zum 1. Januar 2008 aus den Gemeinden der bisherigen Ämter Gelting und Steinbergkirche gebildet. Zum 1. März 2013 wurde die amtsangehörige Gemeinde Quern nach Steinbergkirche eingemeindet.

## Wappen
| | Blasonierung: „Von Blau und Gold schräglinks geteilt. Oben eine strahlende goldene Halbsonne, unten eine abnehmende blaue Mondsichel, begleitet von einem achtzackigen blauen Stern.“ |
| Wappenbegründung: Das Amt Geltinger Bucht wurde im Zuge der Verwaltungsstrukturreform am 1. Januar 2008 aus den Gemeinden der zugleich aufgelösten Ämter Gelting und Steinbergkirche gebildet. Räumlich umfasst es damit nahezu das gesamte Gebiet der historischen Nieharde. Dieser Umstand wird durch das Figurenensemble Halbmond und Stern ausgedrückt. Es entspricht dem überlieferten Siegel der Harde von 1499. Die Halbsonne ist dem Wappen des früheren Amtes Gelting entnommen. Sie drückt aus, dass Gelting zwar administrativer Bestandteil der Nieharde war, jedoch juristisch einen eigenständigen Bereich bildete. Die Schräglinksteilung verweist auf das frühere Amt Gelting und den Kreis Schleswig-Flensburg. Die Farben Blau und Gold sind die des Landesteils Schleswig und des früheren Amtes Gelting. Das Wappen wurde von Bernhard Asmussen aus Steinberg und Egon Ossowski aus Handewitt gestaltet und am 1. Januar 2008 genehmigt. | |